# 3801 Thrasymedes
3801 Thrasymedes eller 1985 VS är en trojansk asteroid i Jupiters lagrangepunkt L4. Den upptäcktes 6 november 1985 av Spacewatch vid Kitt Peak-observatoriet. Den är uppkallad efter Thrasymedes i den grekiska mytologin.
Asteroiden har en diameter på ungefär 5 kilometer.